# 拉巴特里维耶尔
拉巴特里维耶尔（法語：Labarthe-Rivière，法語發音：[labaʁt ʁivjɛʁ]）是法国上加龙省的一个市镇，属于圣戈当区。

## 地理
拉巴特里维耶尔（43°4'49"N, 0°40'19"E）面积13.65 平方千米，位于法国奧克西塔尼大區上加龙省，该省份为法国西南部内陆省份，西南端与西班牙接壤，自此顺时针与上比利牛斯省、热尔省、塔恩-加龙省、塔恩省、奥德省和阿列日省接壤。
与拉巴特里维耶尔接壤的市镇（或旧市镇、城区）包括：克拉拉克、阿尔迪耶日、阿斯普雷-萨拉、博尔德德里维耶尔、马特尔德里维耶尔、普安蒂德里维埃、科曼日地区索沃泰尔、瓦朗蒂讷、里维耶尔新城。

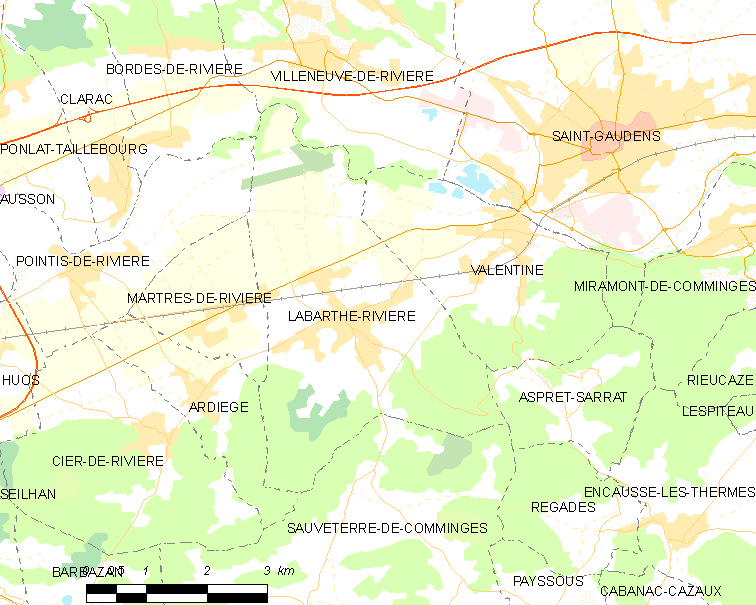
拉巴特里维耶尔的OSM定位图

拉巴特里维耶尔的时区为UTC+01:00、UTC+02:00（夏令时）。

## 行政
拉巴特里维耶尔的邮政编码为31800，INSEE市镇编码为31247。

## 政治
拉巴特里维耶尔所属的省级选区为圣戈当县。

## 人口

1962-2008年间拉巴特里维耶尔人口变化图示

拉巴特里维耶尔于2022年1月1日时的人口数量为1287人。